# Белянка Крюпера
Белянка Крюпера (лат. Pieris krueperi) — дневная бабочка из рода огородные белянки (Pieris) в составе семейства белянок (Pieridae).

## Происхождение названия
Теобальд Крюпер (1829—1899) — коллекционер, собиравший чешуекрылых в Греции и Турции, сборщик типовой серии вида.

## Описание
Размах крыльев 44—54 мм. Крылья на верхней стороне белые с темными пятнами, жилки не контрастные. Фон нижней стороны крыльев лишён чёткого рисунка. Жилки крыла R4, R5 и М1 имеют общий ствол. Усики с головчатой булавой. Половой диморфизм выражается в более сильно развитом тёмном рисунке на крыльях у самок.  У бабочек летнего поколения черный рисунок ослаблен, на нижней поверхности заднего крыла более явственно проступает желтый цветовой тон.

## Ареал
Балканский полуостров, Иран, Белуджистан, Копет-Даг и Малая Азия, далее в Центральную Азию, Оман.

## Биология
Бабочки встречаются в засушливых районах со скудной растительностью, на высоте до 2500 метров над уровнем моря в горах. Время лёта с апреля по сентябрь в двух или трех поколений за год. Кормовые растения гусениц: Alyssum (включая Alyssum montanum) и Aurinia.